# 田坝乡 (镇沅县)
田坝乡，是中华人民共和国云南省普洱市镇沅彝族哈尼族拉祜族自治县下辖的一个乡镇级行政单位。

## 行政区划
田坝乡下辖以下地区：
田坝村、李家村、瓦桥村、岔河村、胜利村、三合村、联合村和民强村。